# Samoerai

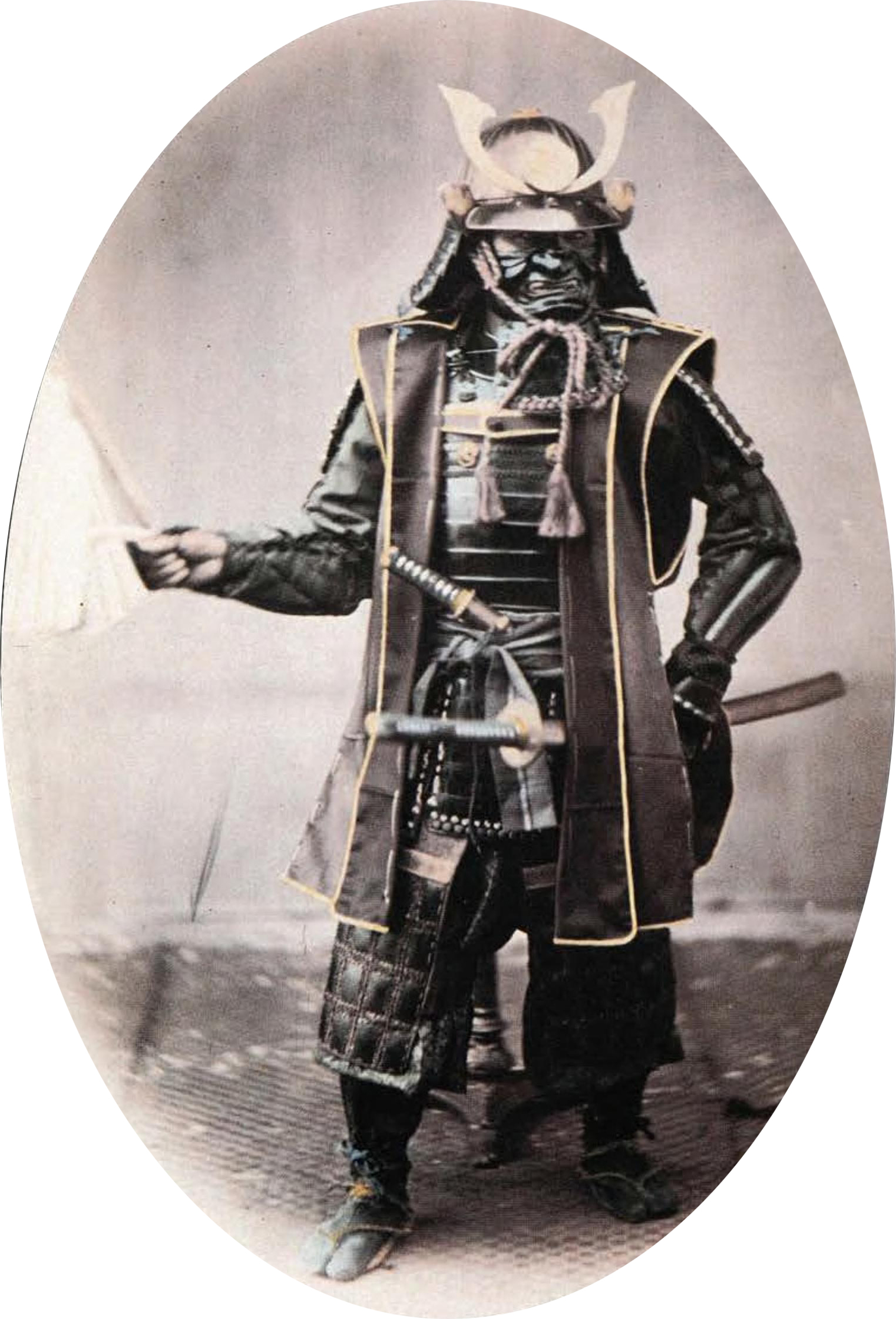
Bepantserde samoerai met tachi (1860)

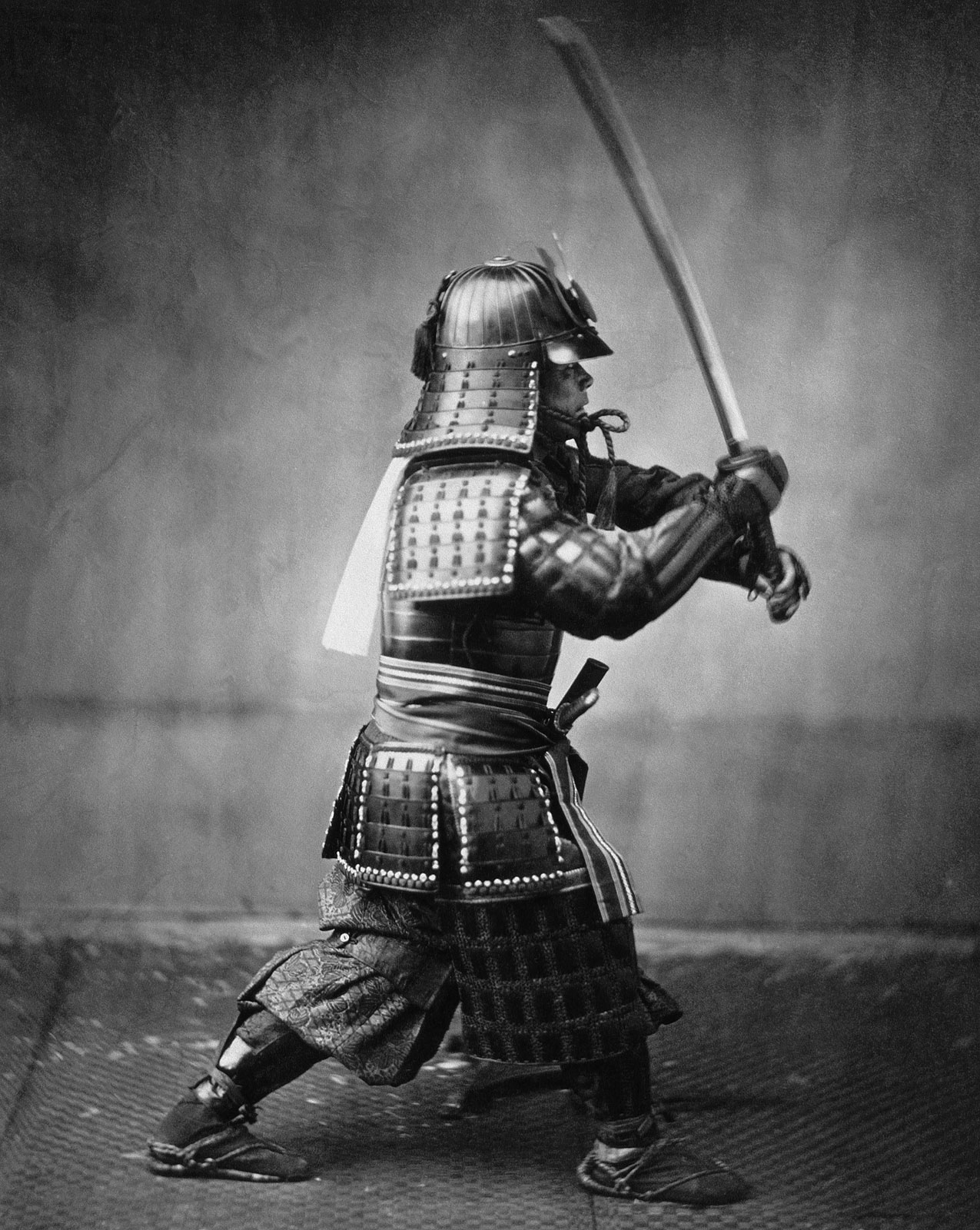
Geharnaste samoerai met zwaard en dolk. Gemaakt door de Britse fotograaf Felice Beato begin jaren 1860 in het Tokugawa-shogunaat.

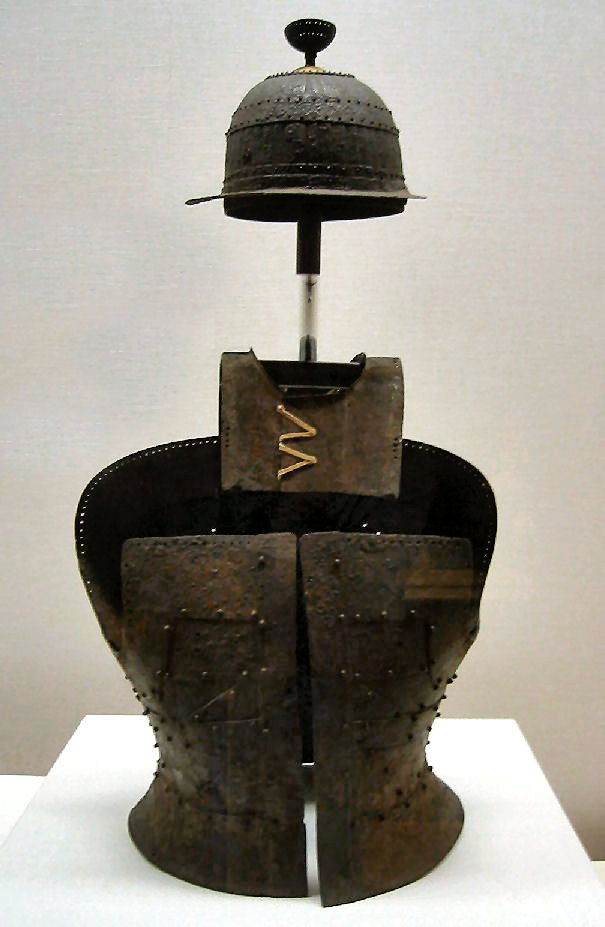
Samoeraibepantsering uit de Kofunperiode

Samoerai (Japans: 侍 of soms 士, samurai, hij die dient) was de aristocratische krijgersklasse in het pre-industriële Japan. Ze vormden van de 12e eeuw tot de late 19e eeuw een prestigieuze sociale groep in dienst van een feodale heer. Rond 1600 verschoof hun militaire rol naar een meer bestuurlijke, maar ze behielden hun erfelijke voorrechten (familienaam, zwaard, kledij, paardrijden) en hun bezoldiging. Het grootste verschil met de Europese adel was dat de samoerai doorgaans geen grond bezaten. De Meiji-restauratie betekende het einde van hun bestaan als klasse. Het ethos en de mythe van de samoerai bleven doorleven in de Japanse samenleving en vonden ook daarbuiten weerklank. 

## Etymologie
samurai is de romaji-transliteratie van de kanji 侍 in de kun-lezing. Het karakter is opgebouwd uit twee karakters.
- Het eerste karakter is: ⺅dat wordt uitgesproken als: [hito] in de kun-lezing en [jin] of [nin] in de on-lezing; het betekent: "mens" of "persoon".
- Het tweede karakter is: 寺 dat wordt uitgesproken als: [tera] in de kun-lezing en [ji] in de on-lezing; het betekent: "tempel".

Gezamenlijk betekenen ze "dienen". Dit komt voort uit het feit dat samoerai aanvankelijk dienaren waren van de aristocratie. Het woord is afgeleid van het werkwoord 侍る [saburau] "in dienst staan van een hogergeplaatste". Hoewel 侍 [samurai] tegenwoordig vrijwel altijd wordt geassocieerd met de krijgers van het feodale Japan, had het oorspronkelijk een bredere betekenis van "dienaar" of "begeleider". De uitspraak is mettertijd verandert van 'suburau' naar 'samurai'. In het Nederlands heeft het woord een vernederlandste spelling gekregen en wordt het geschreven als 'samoerai'.

## Geschiedenis

### Opkomst en ontwikkeling
De samoeraiklasse zoals die het bekendst is, ontstond tijdens de Heianperiode, maar daarvoor zijn al enkele sporen terug te vinden van samoerai. De samoeraiklasse kon onder andere worden gevormd door de Taika-hervormingen, ingevoerd door keizer Tenji.
Tijdens de vroege Heianperiode richtten enkele adellijke families waaronder de Fujiwara (die toen feitelijk de macht aan het keizerlijk hof in handen had) speciale troepen op om hun machtsposities veilig te stellen. Het woord samoerai kwam zo in verband met bovenklassefamilies. Ook werden deze troepen door keizer Kammu ingezet om het land te helpen verenigen en enkele opstanden neer te slaan. Deze samoeraikrijgers omschreven zichzelf als volgers van de weg van de krijger, ofwel de bushido. Dit hield in dat het zwaard de ziel van een samoerai was. Dit moest de samoerai altijd bij zich dragen als zijn voornaamste wapen. Het zwaard moest met respect behandeld worden. Het zwaard verliezen werd als een schande beschouwd en soms werd daarvoor zelfs seppuku (in een andere uitvoering bekend als harakiri, 切腹) gepleegd. De vaardigheid om te gaan met het zwaard, heet ken-jutsu. Met jiu-jiutsu en andere vaardigheden is ken-jitsu onderdeel van budo, de Japanse krijgskunsten.
De samoerai in de eerdere tijden waren niet alleen bedreven in het vechten met wapens zoals het zwaard, maar zij bekwaamden zich ook in zelfverdediging zonder het gebruik van wapens, zoals het jiujitsu. De reden hiervoor was dat zij, ook wanneer zij ontwapend waren, probeerden te overleven. Ook bekwaamden zij zich in kalligrafie en ikebana, het bloemschikken.
In de loop der tijd werden de samoerai door hun banden met adellijke families en het keizerlijk hof machtig genoeg om zelf een overheid te vormen. De macht van regionale clans nam onder hun toezicht toe. Na de Genpei-oorlog werd Minamoto no Yoritomo de eerste Shogun van Japan, waarmee de samoerai officieel de bevelhebbers werden in het land. In 1192 richtte Seii Taishogun het Kamakura-shogunaat op.

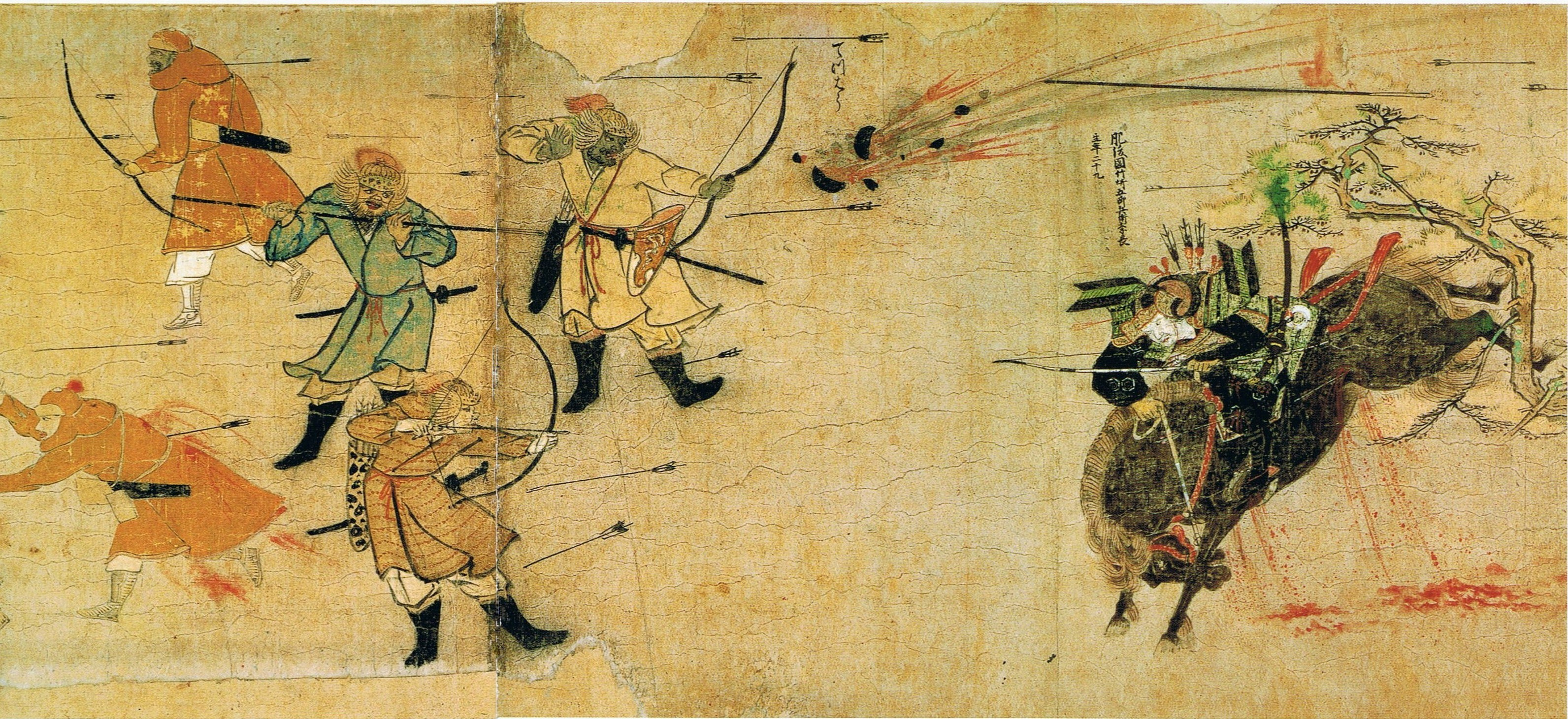
De samoerai bevechten de Mongolen tijdens de Mongoolse invasies van Japan circa 1293

Van samoerai werd verwacht dat ze cultureel op de hoogte waren en dat ze geletterd waren. Verschillende samoeraiclans vochten tegen elkaar ten tijde van het Kamakura- en Ashikaga-shogunaat. Tijdens de 13e eeuw verspreidde het Zen-boeddhisme zich onder de samoerai, en vormde zo enkele standaardeigenschappen van de samoeraicode zoals geen angst moeten kennen voor de dood of het doden van tegenstanders. De samoerai uit deze tijdsperiode stonden bekend als de elitekrijgers van Japan. Tweemaal wisten ze, zij het met behulp van enkele natuurelementen zoals een tyfoon en onweersbuien, een Mongoolse invasie af te slaan ondanks dat ze sterk in de minderheid waren.
In de 15e en 16e eeuw ontwikkelden de oorlogstechnieken van de samoerai zich in rap tempo. Zo werd er een vorm van infanterie genaamd ashigaru ingevoerd. De komst van Europese bezoekers naar Japan introduceerde voor de samoerai nieuwe wapens zoals de haakbus. De chonmage (丁髷,ちょんまげ) is een traditioneel Japans kapsel voor mannen dat geassocieerd wordt met de Edoperiode en de samoerai. Bij dit kapsel wordt de bovenkant van het hoofd kaalgeschoren, daarmee in feite het stereotiepe mannelijke kaalheidspatroon imiterend. Dit kapsel vond echter zijn oorsprong in een methode om de samoeraihelm op het hoofd te houden tijdens een gevecht. Uiteindelijk werd het kapsel een statussymbool.
Onder Toyotomi Hideyoshi (r. 1582-1598) werd de samoerai een aparte klasse met eigen normen en waarden. De belangrijkste was de loyaliteit aan de daimyo. Dit viel samen met het einde van een periode met veel conflicten. Het Tokugawa-shogunaat wordt gekenmerkt door een lange periode van interne vrede en geleidelijk verloren de samoerai hun militaire functie. Tegen het einde van die periode waren de samoerai een soort ambtenaren geworden, waarbij hun zwaarden slechts een ceremoniële functie vervulden. Voor hun diensten kregen de samoerai een vergoeding in rijst van de daimyo. Andere activiteiten om in het levensonderhoud te voorzien werden beneden de waardigheid geacht. De samoerai maakte zo'n 6-7% van de bevolking uit en dit betekende een zware financiële last voor daimyo en de boeren die de belasting opbrachten.

### Neergang door de Meiji-hervorming
Tijdens de Meiji-restauratie aan het eind van de 19e eeuw kwam de positie van de samoerai onder druk te staan. De hervormingen leidden tot een nieuw centraal gezag, waarbinnen geen plaats was voor de loyaliteit van de samoerai aan de oude regionale daimyo. Er kwamen prefecturen met aan het hoofd een gouverneur die door de overheid wordt benoemd. De "ex" daimyo werden afgekocht, een compensatie voor hun verlies aan status en inkomsten. De samoerai verloren hun privileges, zoals het dragen van het samoerai-zwaard of katana, en de verplichting om in het levensonderhoud van de samoerai te voorzien ging over naar de nieuwe regering. Deze had te weinig geld om de samoerai op dezelfde royale wijze te compenseren als de daimyo. Deze jaarlijkse betalingen aan de samoerai maakten ongeveer een derde uit van de totale overheidsuitgaven. In 1876 kregen de samoerai het aanbod van een eenmalige, maar zeer grote, som geld, in de hoop dat zij dit geld zouden gebruiken voor een eigen bedrijf om zo hun inkomsten te genereren. Dit geld werd beschikbaar gesteld in de vorm van overheidsobligaties, die echter door de hoge inflatie van die tijd snel in waarde verminderden. De samoerai waren goed opgeleid, maar hadden geen enkele ervaring met zakendoen waardoor veel bedrijven weer ten onder gingen. Alleen een overheidsprogramma om deze afkoopsom te gebruiken voor de oprichting van banken was enigszins succesvol.
De strikte indeling van de bevolking van het Tokugawa-shogunaat verdween. De samoeraiklasse werd afgeschaft en er kwam een leger op westerse leest. Niet alle samoerai legden zich neer bij het verlies aan status en inkomsten, wat leidde tot een aantal gewapende opstanden tegen de nieuwe overheid. De grootste hiervan was de Satsuma-opstand in 1877. De samoerai die wel de kant van de nieuwe overheid kozen kregen vaak taken binnen deze overheid.

## Mythen en geruchten
Mede door de verhalen die westerlingen over hen vertelden, ontstond binnen de westerse wereld vaak een vertekend beeld van de samoerai. Hoewel veel samoerai inderdaad gebonden waren aan een erecode, waren er samoerai die lang niet altijd zo loyaal waren aan hun meester als veel verhalen deden geloven. Een voorbeeld hiervan is Akechi Mitsuhide.

## Beroemde samoerai
- Akechi Mitsuhide
- Date Masamune
- Hattori Hanzō
- Hōjō Ujimasa
- Kusunoki Masashige
- Minamoto no Yoshitsune
- Minamoto Yoshiie
- Miyamoto Musashi
- Mushinto Takamu
- Oda Nobunaga
- Saito Hajime
- Sakamoto Ryoma
- Sanada Yukimura
- Sasaki Kojiro
- Shimazu Takahisa
- Shimazu Yoshihiro
- Takamori Saigo
- Takeda Shingen
- Tokugawa Ieyasu
- Toyotomi Hideyoshi
- Uesugi Kenshin
- Yagyū Jūbei Mitsuyoshi
- Yagyū Munenori
- Yamamoto Tsunetomo
- Yamaoka Tesshu
- Zunaku Itomuku

## Niet-Japanse samoerai

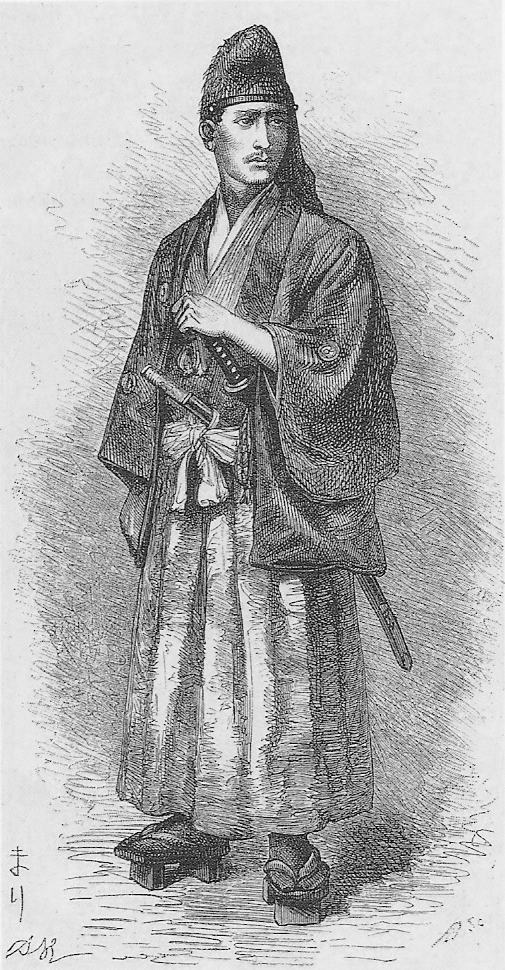
De Franse marine-officier Eugène Collache als samoerai tijdens de Boshin-oorlog (1869)

Sinds de komst van Europeanen naar Japan, kwam het af en toe voor dat enkele westerlingen tot samoerai werden opgeleid.
De Britse zeeman en avonturier William Adams (1564-1620) was vermoedelijk de eerste westerling die de eer van een samoerai kreeg. De shogun Tokugawa Ieyasu schonk hem twee zwaarden die de autoriteit van een samoerai vertegenwoordigden. Hij gaf hem hierbij tevens de nieuwe naam Miura Anjin en de titel van hatamoto, een prestigieuze positie binnen het hof van de shogun, en een eigen stuk land. Zijn land had een waarde van 250 koku.
Jan Joosten van Lodensteyn (1556?-1623?), een Nederlandse collega van Adams, kreeg ook enkele privileges die normaal enkel aan samoerai werden gegeven. Joosten werd vermoedelijk ook een samoerai, maar exacte bronnen die dit bevestigen ontbreken.
Tijdens de Boshin-oorlog (1868-1869) sloten enkele Franse militairen zich aan bij het leger van de Shogun. De Franse marine-officier Eugène Collache vocht in samoeraikleding. Rond dezelfde tijd diende de Pruisische Edward Schnell de Aizu als militair instructeur en wapenleverancier. Hij kreeg voor zijn diensten de Japanse naam Hiramatsu Buhei (平松武兵衛) en het recht om een zwaard te dragen.

## Samoerai in media
De samoerai hebben voor veel film- en televisiemakers als inspiratiebron gediend. Enkele films over samoerai of gebaseerd op de samoeraicultuur zijn:

### Historisch
Van Akira Kurosawa
- De zeven samoerai
- De verborgen vesting
- Ran
- Kagemusha
- Yojimbo
- Sanjuro
- Furin Kazan

Overige films
- Samurai Trilogy- met Toshiro Mifune
- Shōgun
- Twilight Samurai
- When the Last Sword Is Drawn
- The Sword of Doom
- Aragami
- Samurai Fiction
- The Last Samurai
- 47 Ronin
- Ninja Scroll (Anime)
- The Hidden Blade
- Young Samurai
- Why It's Great

### Geïnspireerd op samoerai
- Ghost Dog: The Way of the Samurai (1999)
- The Way of the Gun
- Le Samouraï (1967)
- Samurai Jack
- Samurai Sentai Shinkenger/
Power Rangers: Samurai
- Samurai Champloo
- Afro Samurai
- Bleach
- Rurouni Kenshin
- De wind der goden
- Samurai pizza cats